# Sakkaravaara
Sakkaravaara är en kulle i Finland. Den ligger i Enontekis i landskapet Lappland, i den norra delen av landet, 900 km norr om huvudstaden Helsingfors. Toppen på Sakkaravaara är 405 meter över havet, eller 79 meter över den omgivande terrängen. Bredden vid basen är 2,1 km.
Terrängen runt Sakkaravaara är huvudsakligen platt. Sakkaravaara ligger uppe på en höjd som går i nord-sydlig riktning.  Trakten runt Sakkaravaara är nära nog obefolkad, med mindre än två invånare per kvadratkilometer. Närmaste större samhälle är Karesuvanto, 1,1 km söder om Sakkaravaara. Omgivningarna runt Sakkaravaara är i huvudsak ett öppet busklandskap.